# 1702년 잉글랜드 총선
1702년 윌리엄 3세가 사망하고, 앤 여왕이 즉위하면서, 새 의회가 소집된다.
선거 결과 새 왕의 인기와 애국심 고취를 이용한 토리당의 압도적인 승리로 끝났다. 하지만, 의회는 정부와 자주 충돌했는데, 주요 인물인 고돌핀과 말보루가 토리당 강경파와 입장을 달리했기 때문이다

## 선거 결과
| 정당   | 의석 수 |
| ------ | ------- |
| 토리당 | 298석   |
| 휘그당 | 184석   |
| 기타   | 31석    |
| 합계   | 513석   |

## 같이 보기
- 영국 정부
- 영국의 선거